# Fatima Zahra Dahmos
Fatima Zahra Dahmos, née le 5 août 1992 à Rabat (Maroc), est une footballeuse internationale marocaine jouant au poste de milieu de terrain à l'AS FAR.

## Biographie

### Carrière en club
Fatima Zahra Dahmos évolue à l'AS FAR en première division marocaine. Elle compte à son actif plusieurs titres nationaux obtenus avec le club militaire. Champion du Maroc à sept reprises, elle remporte aussi cinq fois la Coupe du Trône.

### Carrière internationale

#### Équipe du Maroc
Elle est retenue dans la liste des 26 joueuses qui prennent part à la CAN 2022 du 2 au 23 juillet 2022 au Maroc. Bien qu'elle fasse partie du groupe, elle n'entre pas en jeu durant cette édition. Sa sélection termine vice-championne d'Afrique en s'inclinant en finale (1-2) devant l'Afrique du Sud au Complexe sportif Moulay-Abdallah.
Elle est sélectionnée en avril 2023 pour prendre part à deux matchs amicaux internationaux contre la Tchéquie et la Roumanie respectivement le 6 avril 2023 à Prague et le 11 avril 2023 à Bucarest. Mais Pedros ne lui donne pas de temps de jeu.

## Palmarès

### En club
AS FAR
- Championnat du Maroc (7):
  - Championne : 2016, 2017, 2018, 2019, 2020, 2021, 2022.

- Coupe du Trône (5):
  - Vainqueur : 2016, 2017, 2018, 2019, 2020

- Ligue des champions de la CAF (1) :
  -  Vainqueur : 2022
  -  3e place : 2021

### En sélection
Équipe du Maroc
- Aisha Buhari Cup
  - 2e place : 2021

- Tournoi international de Malte
  - Vainqueur en 2022

- Coupe d'Afrique des nations
  - Finaliste en 2022

### Distinctions individuelles
- Dans le onze-type de la Ligue des champions CAF 2021 par la CAF[4]